# 达乌德·拉吉哈
达乌德·本·阿卜杜拉·拉吉哈中将（1947年—2012年7月18日）是已故叙利亚政治人物、叙利亚陆军军官，曾任叙陆军参谋长，生前最高任职为叙副总理兼国防部长、武装部队副总司令，於2012年7月在大馬士革遭到炸彈襲擊身亡。

## 早年
拉吉哈于1947年生于叙利亚首都大马士革的一个阿拉伯东正教家庭。1967年，他毕业于叙利亚军事学院炮兵专业，从此步入军界。

## 职业生涯
军校毕业后第二年（1968年），拉吉哈获陆军中尉军衔。他于1998年晋升为少将，六年后（2004年）担任陆军副参谋长。2005年，他晋升为中将。2009年6月陆军参谋长阿里·哈比卜·马哈茂德中将任国防部长，他接任陆军参谋长一职。2011年8月，正值国内动乱风起云涌之时，巴沙尔·阿萨德总统选择他接替马哈茂德中将任国防部长。

## 传闻死亡
2012年5月20日，反政府组织叙利亚自由军的大马士革委员会宣称，该组织已经暗杀了国防部长拉吉哈和政府危机处理机构的其他七名成员。然而除了有迹象显示一些政府高官接受了紧急医疗外，这个宣称是虚假的。自由军宣称暗杀的人员中，前国防部长哈桑·图尔克马尼中将在电视上露面粉碎谣言。之后自由军更正说被暗杀的只有拉吉哈的副手（国防部副部长）、巴沙尔总统的姐夫阿塞夫·肖卡特中将和另外一名不知名的军官。不过肖卡特过后也被证明仍然活着。同年6月23日，巴沙尔总统该组内阁，拉杰哈留任国防部长，彻底粉碎被暗杀谣言。

## 身亡
在传闻被暗杀近两个月后，拉吉哈于2012年7月18日在位于大马士革花园广场的叙利亚国家安全总部大楼发生的自杀式袭击中被炸身亡，当时高官们正在举行会议，同时死亡的还有巴沙尔总统的姐夫、国防部副部长阿塞夫·肖卡特以及前国防部长哈桑·图尔克马尼，其他许多高官（包括被传身亡后证实还活着的内政部长穆罕默德·易卜拉欣·沙尔）则受伤。

## 身后
陆军参谋长法赫德·贾西姆·弗拉杰中将被巴沙尔总统任命为新任国防部长，同时官方宣布世界电视台将播报拉吉哈的葬礼。同年7月20日，大马士革举行了两位前国防部长拉吉哈和图尔克马尼以及前国防部副部长肖卡特的国葬。